# ウラジミール・クリチコ

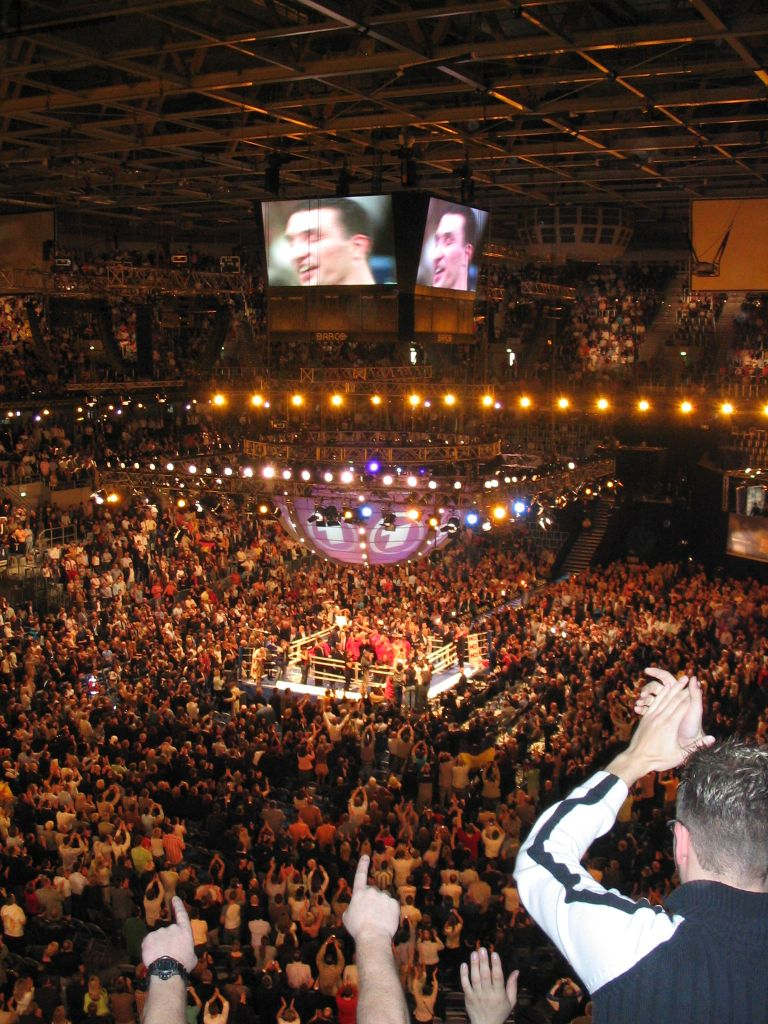
2006年、ドイツ・SAPアレーナでのクリス・バード戦の様子。2007年のオースティン戦、2008年のラクマン戦も同会場で行われた

ウラジミール・クリチコ（Wladimir Klitschko、1976年3月25日 - ）はカザフ・ソビエト社会主義共和国、セミパラチンスク（現カザフスタン、セメイ）出身の元プロボクサー。元WBAスーパー・IBF・WBO世界ヘビー級統一王者。アトランタオリンピックスーパーヘビー級金メダリスト。ニックネームは「Dr.Steelhammer（鉄槌博士）」。
元WBC世界ヘビー級王者で元WBO世界ヘビー級王者で現キエフ市長のビタリ・クリチコは兄。入場曲はRed Hot Chili Peppersの"Can't Stop"。

## 来歴
ソ連空軍の軍人であったヴォロディーミル・クリチコの次男として誕生。父親の赴任地で生まれ、兄・ビタリと同じウクライナの国籍を持つが、ソビエト連邦キルギス社会主義共和国出身の兄と異なり、カザフスタン出身。両国が独立したため、あと付けとして異なる国で誕生したこととなる。

### アマチュア時代
アマチュアボクシングでも活躍しており、14歳からボクシングの大会に出場。1995年の世界選手権は5位、1996年のヨーロッパボクシング選手権では準優勝、同年のアトランタオリンピックではウクライナ代表としてスーパーヘビー級に出場し、金メダルを獲得している。この金メダルは、後にチャリティーオークションに出品され、100万ドルで落札された。アマチュアボクシングの戦績は134勝6敗であった。

### プロ時代
ドイツのウニヴェルズム・ボックス・プロモーションと契約を交わしプロに転向、
1996年11月16日、ドイツでデビュー戦を行う。
1998年2月14日、空位のWBCインターナショナルヘビー級王座を獲得。
1998年12月5日、キエフでロス・ビュリティーと対戦するも、スタミナ配分を誤ったため11回TKO負けを喫しプロ初黒星となった。
1999年7月17日、空位のWBAインターコンチネンタルヘビー級王座を獲得。
1999年9月25日、EBU欧州ヘビー級王座を獲得。
2000年10月14日、ケルンで世界初挑戦でWBO世界ヘビー級王者のクリス・バード（アメリカ）と対戦。12回判定で下し、王座を獲得した。
2003年3月8日、ハノーファーでコーリー・サンダース（南アフリカ）と行うが、2回TKO負けで6度目の防衛に失敗し王座から陥落した。
2004年4月10日、マンダレイ・ベイ・イベント・センターでトレーナーにエマニュエル・スチュワードを迎えWBO世界ヘビー級王座決定戦をレイモン・ブリュースター（アメリカ）と争い序盤にダウンを奪うも5回にTKOで敗れる。格下と思われた相手に2戦続けてTKOで世界戦を落としたことでウラジミールの脆さが指摘されることとなった。
2005年9月24日、ノンタイトル戦を2試合挟んで、ボードウォーク・ホールでNABF並びにNABO北米ヘビー級王座決定戦でサミュエル・ピーター（ナイジェリア）と対戦し12回判定で勝ちを収め、王座獲得とIBF並びにWBO世界ヘビー級王座への挑戦権を獲得に成功した。
2006年4月22日、マンハイムでIBF世界ヘビー級王者のクリス・バードと約6年ぶりに再戦、7回TKOで倒してIBF世界ヘビー級王座を獲得。同時に、マイナー団体のIBO王座も獲得した。
2006年11月11日、マディソン・スクエア・ガーデンで29戦全勝22KOの戦績を持つアメリカ期待のカルビン・ブロック（アメリカ）を7回TKOで倒し初防衛に成功した。
2007年3月10日、マンハイムにてレイ・オースティン（アメリカ）を2回KOで倒し2度目の防衛に成功した。
2007年7月7日、ケルンで以前王座決定戦でダウンを奪いながら逆転TKO負けを喫したレイモン・ブリュースターの挑戦を受け、試合序盤で左手中指を骨折しながらも危なげない試合運びでこれを退けた。
2008年2月23日、マディソン・スクエア・ガーデンでWBO世界ヘビー級王者のスルタン・イブラギモフ（ロシア）との統一戦で大差の判定勝利を収め、IBF・WBOの2団体統一に成功した。
2008年7月12日、ハンブルクでトニー・トンプソン（アメリカ）と対戦し、11回1分38秒KO勝ちでIBFは5度目、WBO初防衛に成功した。
2008年後半にアレクサンデル・ポベトキンと対戦予定だったが、ポベトキンが足首を負傷、試合はキャンセルとなった。
2008年12月13日、マンハイムでハシーム・ラクマン（アメリカ）を7回TKOで倒し、2団体の王座ともに防衛に成功した。
2009年6月20日、ゲルゼンキルヒェンのフェルティンス・アレーナで行われた防衛戦は当初、対戦が予定されたデビッド・ヘイ（イギリス）の背中負傷により、ルスラン・チャガエフ（ウズベキスタン）との対戦となった。WBA世界ヘビー級休養王座は懸けずに行われ、10回TKO勝ちを収め2団体の王座ともに防衛に成功した。またリングマガジン世界ヘビー級王者に認定された。なおこの試合はクリチコがウニヴェルズム・ボックス・プロモチオンから独立してK2プロモーションズを設立して初の試合となった。
2009年12月、エディ・チェンバースと対戦予定であったが、クリチコがトレーニング中に拳を負傷、試合は延期された。
2010年3月20日、デュッセルドルフのエスプリ・アレーナでエディ・チェンバース（アメリカ）と対戦し、12回2分55秒TKO勝ちでIBFは8度目、WBO4度目の防衛に成功した。
2010年3月26日、当時は恋人だったヘイデン・パネッティーアと来日、和歌山県太地町でイルカ漁をやめるよう抗議活動を行った。
2010年9月11日、アレクサンデル・ポベトキンと対戦の予定だったが、ポベトキンがトレーナーのテディ・アトラスの指示で試合出場を辞退。
2010年9月11日、フランクフルトのコメルツバンク・アレーナで前WBC世界ヘビー級王者サミュエル・ピーターと再戦し、10回1分22秒TKOでIBF9度目、WBO5度目の防衛に成功した。
2010年12月11日、デレック・チゾラとの対戦が予定されていたが、12月8日にクリチコが脇腹を負傷、試合は延期となった。
2011年4月30日にデレック・チゾラとの試合が再設定されていたが、同年3月4日にクリチコの脇腹の回復具合が思わしくないことから試合中止と発表がある。しかし翌3月5日にはデビッド・ヘイと7月2日に対戦することが発表された。
2011年7月2日、ハンブルクのアイエムテック･アレーナでWBA世界ヘビー級王者のデビッド・ヘイと2年越しの王座統一戦を行い、3-0の判定勝ちで勝利をおさめた。これによりWBA・IBF・WBOの3団体統一王者となり、WBC世界ヘビー級王者の兄ビタリと合わせて兄弟で世界主要4団体のヘビー級王座を占めることになった。
2011年12月10日、ジャン＝マルク・モルメクと対戦予定だったが、同月5日にクリチコが腎結石を除去するために入院、試合は延期された。
2012年3月3日、デュッセルドルフのエスプリ・アレーナで元WBAスーパー・WBC世界クルーザー級王者ジャン＝マルク・モルメク （フランス）と対戦し、4回1分12秒KO勝ちを収めWBAスーパー王座は初、IBF王座は11度目、WBO王座は7度目の防衛に成功した。
2012年7月7日、ベルンのスタッド・ドゥ・スイス・バンクドルフでIBFの指名挑戦者トニー・トンプソンと4年ぶりに再戦し、6回2分56秒TKO勝ちでWBAは2度目、IBFは12度目、WBOは8度目の防衛に成功した。
2012年10月25日、トレーナーのエマニュエル・スチュワートが死去。スチュワートの教え子で現役ボクサーでもあるジョナサン・バンクスがトレーナーを引き継いだ。
2012年11月10日、ハンブルクのO2ワールドアリーナでマリウシュ・ヴァフ（ポーランド）と対戦し、3-0の判定勝ちでWBAは3度目、IBFは13度目、WBOは9度目の防衛に成功した。ヴァフは試合後にドーピング検査で禁止薬物の使用が発覚、出場停止処分が課せられた。
2013年5月4日、マンハイムのSAPアレーナでフランチェスコ・ピアネタ（イタリア）と対戦し、6回2分52秒TKO勝ちでWBAは4度目、IBFは14度目、WBOは10度目の防衛に成功した。
2013年10月5日、モスクワのオリンピック・スタジアムに1万4000人の観衆を集め、過去に対戦が何度か流れていたWBA世界ヘビー級正規王者アレクサンデル・ポベトキン（ロシア）と対戦し、3-0で判定勝ちを収めWBAは王座統一による5度目、IBFは15度目、WBOは11度目の防衛に成功した。
2013年10月、以前から交際していた女優のヘイデン・パネッティーアがクリチコと婚約したことを正式に公表した。
2014年4月26日、ドイツのノルトライン＝ヴェストファーレン州オーバーハウゼンにあるケーニッヒ・ピルスナー・アレーナでWBO世界ヘビー級1位でWBO指名挑戦者のアレックス・リーパイ（サモア）と対戦し、5回2分5秒TKO勝ちでWBAは6度目、IBFは16度目、WBOは12度目の防衛に成功した。リーパイは普段、運送トラックの運転手を生業としているが、この試合に全てをかけるため仕事を辞め、ボクシングキャリアで初めてフルタイムでトレーニングに打ち込んでいた。
2014年9月6日、クブラト・プレフと対戦する予定であったが、クリチコが試合2週間前のオーストリアでスパーリング中に左腕の上腕二頭筋を負傷し試合が延期された。
2014年11月15日、ハンブルクのO2ワールド・ハンブルクでIBF世界ヘビー級1位でIBF指名挑戦者のクブラト・プレフ（ブルガリア）と対戦し、5回2分11秒KO勝ちでWBAは7度目、IBFは17度目、WBOは13度目の防衛に成功した。また、プレフがIBF以外の団体へのタイトル認定料の支払いを拒んだため、プレフが勝利した場合にはIBF世界王座のみ獲得できる変則的な形で試合が行われた。この試合は、アメリカのスポーツ専門ケーブルテレビ局ESPNの2014年度最高KO試合に選出された。12月5日、WBAの2014年11月度の月間MVPに選出された。
2014年12月9日、婚約者のヘイデン・パネッティーアとの間に第一子となる女児が誕生した。
2014年12月22日、2004年までの8年間トレーナーを務め、兄・ビタリの現役時代を16年間支えたフリッツ・シュドゥネクが死去。
2015年4月25日、7年ぶりのアメリカ登場。マディソン・スクエア・ガーデンでWBA世界ヘビー級2位の指名挑戦者ブライアント・ジェニングス（アメリカ）と対戦し、10回にホールディングで減点されるも、3-0の判定勝ちを収めWBAは8度目、IBFは18度目、WBOは14度目の防衛に成功した。
2015年10月14日、婚約者のヘイデン・パネッティーアが産後うつ病で専門施設に入院したことを公表。
2015年10月24日、デュッセルドルフのエスプリ・アレーナでWBA世界ヘビー級2位でWBO世界ヘビー級1位のタイソン・フューリーと対戦予定だったが、オーストリアでキャンプ中だったクリチコが同年9月24日に左足を負傷し、MRI検査の結果、左脹脛の部分断裂が確認された為、試合は延期となった。
2015年11月28日、当初は同年10月24日に予定されていたがクリチコの負傷で延期となっていた試合をデュッセルドルフのエスプリ・アレーナでWBA世界ヘビー級2位でWBO世界ヘビー級1位のタイソン・フューリーと指名試合を行い、11年ぶりの黒星となる12回0-3（2者が113-115、112-116）の判定負けを喫しWBA王座は9度目、IBF王座は19度目、WBO王座は15度目の防衛に失敗し王座から陥落した。9年に及ぶ長期政権に幕を閉じた。
2016年7月9日、マンチェスター・アリーナでWBAスーパー・WBO世界ヘビー級王者のタイソン・フューリーと対戦し、WBAスーパー王座、WBO王座並びにIBO王座への8ヵ月ぶりの王座返り咲きを目指す予定だったが、フューリーがロードワーク中に足首を捻挫した為延期になった。
2016年8月17日、日程を再延期してフューリーと対戦する試合交渉が進められていたが、クリチコが、「フューリー陣営はサインした契約の条件の変更を何度も要求していて、それは果てしなく続いている。自分の権利の保護と再戦実現のために裁判に訴えるつもりだ」と、タイソン陣営の態度に不満を抱き、怒りが抑えきれない様子を動画にして投稿した。その後、法廷闘争等は無く、フューリーとの再戦が同年10月29日に挙行されることが9月7日に正式に発表された。
2016年9月12日、ロンドンで開かれた試合記者会見をフューリーは車が故障して携帯電話のバッテリーも切れたとして欠席。会見に出席したクリチコは「10月に再戦が実現しなくても待ち続ける」と再戦が実現するまで待ち続けると述べた。
2016年9月23日、同年10月29日にマンチェスター・アリーナでWBAスーパー・WBO世界ヘビー級王者のタイソン・フューリーと対戦し11ヵ月ぶりのWBAスーパー王座、WBO王座、IBO王座返り咲きを目指す予定だったが、フューリー陣営がフューリーに「戦うには健康上の問題がある」として再び防衛戦を延期すると発表した。フューリーの関係者は、フューリーはうつ病であるとしている。
2016年10月24日、同年12月10日にマンチェスター・アリーナでIBF世界ヘビー級王者アンソニー・ジョシュアと対戦する交渉と、O2ワールド・ハンブルクでルーカス・ブラウンとWBA世界ヘビー級王座決定戦で対戦する交渉が同時に進められていたが、この日クリチコのふくらはぎ負傷と、試合までのプロモーション期間が短いことを理由に試合が中止になったことが発表された。
クリチコ対ジョシュア戦が2017年の3月か4月に行われるかもしれないとプロモーターのエディ・ハーンは述べている。
2016年11月1日、WBAはWBA世界ヘビー級2位のウラジミール・クリチコがIBF世界ヘビー級王者のアンソニー・ジョシュアとタイソン・フューリーの王座返上に伴うWBA世界ヘビー級スーパー王座決定戦を行うことを特別に許可した。
2017年4月29日、ウェンブリー・スタジアムでIBF世界ヘビー級王者のアンソニー・ジョシュアと対戦し、11回2分25秒TKO負けを喫しWBAスーパー王座、IBF王座並びにIBO王座への返り咲きに失敗した。
2017年8月3日、現役引退を表明した。
2020年12月15日、国際ボクシング名誉の殿堂博物館は、ウラジミール・クリチコを2021年に国際ボクシング殿堂入りするメンバーとして発表した。
2022年2月24日、ロシアの侵攻に直面し、兄・ビタリと共に「武器を手に取り戦う」と徹底抗戦を宣言した。

## 人物
トレーナーは多くの名チャンピオンを育てたエマニュエル・スチュワートであったが死去に伴い、スチュワートの教え子で現役の選手でもあるジョナサン・バンクスがトレーナーを引き継いだ。
兄と同じく体育学で博士（キエフ大学）を持つ秀才であり、彼もまた「ドクター」(博士)と称されることもある。ウクライナ語、ロシア語、ドイツ語、英語の4か国語を話す。
兄・ビタリとともにプロモーション会社の「K2プロモーション」を設立し、プロモーターとしても活動している(事実上のプロモーター活動はトム・ローファーに業務を委託している)。
拠点にしているドイツと母国ウクライナでは高い人気を誇る一方、その他の国ではクリチコの試合スタイルを退屈と批判する声も少なく無い。アメリカのテレビ視聴者に試合スタイルの受けが悪くアメリカ進出に失敗して以降、アメリカのテレビ局HBOとショウタイムがクリチコの試合を中継することが少なくなっている。

## キャンプ中のトレーニングメニュー
“チーム・クリチコ”のメンバー
- ジェームズ・アリ・バシャー（アシスタントトレーナー）
- デビッド・ウイリアムズ（食事担当）
- ジョン・ナー（理学療法士）
- ジョナサン・バンクス（トレーニングパートナー、現在はトレーナーも兼任）
- ベルント・ボンテ（マネージャー）

試合に向けての6週間のトレーニングでは、スピードとコンディショニング強化に重点がおかれており、エクササイズやトレーニングのメニューは日によって変わる。
- リングでのミットワーク、フットワークドリル[76]。
- スパーリング（6〜10ラウンド）、コンディショニング[76]。
- パンチングボール（1ラウンド）[76]。
- エクササイズボールで行うウェイティッドクランチ（50レップ）[76]。
- エクササイズボールで行うウェイティッドツイスト（50レップ/左右それぞれ）[76]。
- ウェイトを加重して行う首の強化エクササイズ（50レップ/左、右、後、前の各方向に）[76]。
- ユニラテラルスーパーマン（20レップで2セット/左右それぞれ）[76]。
- ナックル・トゥ・フィンガーティップス（片手につき20レップで2セット）[76]。
- 水泳（クロール、平泳ぎ、背泳ぎ（45分））[76]。

## 戦績
- アマチュアボクシング：140戦 134勝 (65RSC) 6敗
- プロボクシング：69戦 64勝 (53KO) 5敗

| 戦           | 日付           | 勝敗 | 時間     | 内容         | 対戦相手                     | 国籍             | 備考                                                                                       |
| ------------ | -------------- | ---- | -------- | ------------ | ---------------------------- | ---------------- | ------------------------------------------------------------------------------------------ |
| 1            | 1996年11月16日 | ☆    | 1R 1:35  | KO           | ファビアン・メサ             | メキシコ         | プロデビュー戦                                                                             |
| 2            | 1996年11月30日 | ☆    | 2R 1:54  | TKO          | エグザム・スペート           | アメリカ合衆国   |                                                                                            |
| 3            | 1996年12月21日 | ☆    | 1R 1:21  | TKO          | ビル・コリガン               | アメリカ合衆国   |                                                                                            |
| 4            | 1997年1月25日  | ☆    | 3R 0:36  | TKO          | トロイ・ウェイダ             | アメリカ合衆国   |                                                                                            |
| 5            | 1997年2月15日  | ☆    | 6R       | 失格         | カルロス・モンロー           | アメリカ合衆国   |                                                                                            |
| 6            | 1997年4月12日  | ☆    | 2R 終了  | TKO          | マーク・ヤング               | アメリカ合衆国   |                                                                                            |
| 7            | 1997年5月10日  | ☆    | 1R 2:58  | KO           | マーク・ウィリス             | アメリカ合衆国   |                                                                                            |
| 8            | 1997年6月13日  | ☆    | 2R 1:25  | KO           | ポール・アシュリー           | アメリカ合衆国   |                                                                                            |
| 9            | 1997年6月27日  | ☆    | 1R       | KO           | サルバドール・マシェール     | メキシコ         |                                                                                            |
| 10           | 1997年7月12日  | ☆    | 3R       | TKO          | ギルバート・ウィリアムソン   | アメリカ合衆国   |                                                                                            |
| 11           | 1997年8月23日  | ☆    | 5R       | 失格         | ビコ・ボトワムング           | コンゴ共和国     |                                                                                            |
| 12           | 1997年9月20日  | ☆    | 3R       | TKO          | ジェームス・プリチャード     | アメリカ合衆国   |                                                                                            |
| 13           | 1997年10月11日 | ☆    | 2R       | KO           | マルコス・ゴンザレス         | メキシコ         |                                                                                            |
| 14           | 1997年12月6日  | ☆    | 2R       | TKO          | ジェリー・ハリステッド       | アメリカ合衆国   |                                                                                            |
| 15           | 1997年12月13日 | ☆    | 3R       | TKO          | ラディスラフ・ヒュサリック   | スロバキア       |                                                                                            |
| 16           | 1997年12月20日 | ☆    | 1R       | TKO          | デリック・ランプキンス       | アメリカ合衆国   |                                                                                            |
| 17           | 1998年2月14日  | ☆    | 3R       | KO           | マーカス・マッキンタイア     | アメリカ合衆国   | WBCインターナショナルヘビー級王座決定戦                                                    |
| 18           | 1998年3月14日  | ☆    | 8R       | 判定 3-0     | エベレット・マーチン         | アメリカ合衆国   |                                                                                            |
| 19           | 1998年5月23日  | ☆    | 4R       | KO           | コディ・コーチ               | アメリカ合衆国   | WBCインターナショナル防衛1                                                                 |
| 20           | 1998年7月10日  | ☆    | 1R       | KO           | ナジー・シャヒード           | アメリカ合衆国   | WBCインターナショナル防衛2                                                                 |
| 21           | 1998年8月6日   | ☆    | 6R 2:28  | TKO          | カルロス・モンロー           | アメリカ合衆国   |                                                                                            |
| 22           | 1998年9月19日  | ☆    | 2R       | KO           | スティーブ・パンネル         | アメリカ合衆国   |                                                                                            |
| 23           | 1998年10月3日  | ☆    | 3R 2:26  | KO           | エリ・ディクソン             | アメリカ合衆国   |                                                                                            |
| 24           | 1998年11月14日 | ☆    | 1R       | KO           | ドンネル・ウィンフィールド   | アメリカ合衆国   |                                                                                            |
| 25           | 1998年12月5日  | ★    | 11R 0:18 | TKO          | ロス・ビュリティー           | アメリカ合衆国   | WBCインターナショナル陥落                                                                  |
| 26           | 1999年2月13日  | ☆    | 1R 1:02  | KO           | ゾーラン・ヴィシック         | セルビア         |                                                                                            |
| 27           | 1999年4月24日  | ☆    | 8R       | TKO          | エベレット・マーチン         | アメリカ合衆国   |                                                                                            |
| 28           | 1999年5月22日  | ☆    | 1R 2:57  | TKO          | トニー・ラローサ             | アメリカ合衆国   |                                                                                            |
| 29           | 1999年7月17日  | ☆    | 4R 終了  | TKO          | ジョセフ・シンガング         | セルビア         | WBAインターコンチネンタルヘビー級王座決定戦                                                |
| 30           | 1999年9月25日  | ☆    | 8R 2:42  | TKO          | アクセル・シュルツ           | ドイツ           | EBU欧州ヘビー級王座決定戦 WBAインターコンチネンタル防衛1                                   |
| 31           | 1999年11月12日 | ☆    | 2R 1:59  | KO           | フィル・ジャクソン           | アメリカ合衆国   |                                                                                            |
| 32           | 1999年12月4日  | ☆    | 2R 2:35  | KO           | ラヨス・エロス               | ドイツ           | WBAインターコンチネンタル防衛2・EBU防衛1                                                   |
| 33           | 2000年3月18日  | ☆    | 1R 1:30  | KO           | パエア・ウォルフグラム       | トンガ           | WBCインターナショナルヘビー級王座決定戦                                                    |
| 34           | 2000年4月29日  | ☆    | 2R 1:27  | TKO          | デビッド・ボスティス         | アメリカ合衆国   | WBAインターコンチネンタル防衛3                                                             |
| 35           | 2000年7月15日  | ☆    | 7R 2:40  | TKO          | モンテ・バレット             | アメリカ合衆国   |                                                                                            |
| 36           | 2000年10月14日 | ☆    | 12R      | 判定 3-0     | クリス・バード               | アメリカ合衆国   | WBO世界ヘビー級タイトルマッチ                                                              |
| 37           | 2001年3月24日  | ☆    | 2R 2:09  | TKO          | デリック・ジェファーソン     | アメリカ合衆国   | WBO防衛1                                                                                   |
| 38           | 2001年8月4日   | ☆    | 6R 2:55  | TKO          | チャールズ・シュフォード     | アメリカ合衆国   | WBO防衛2                                                                                   |
| 39           | 2002年3月16日  | ☆    | 8R 0:47  | TKO          | フランソワ・ボタ             | 南アフリカ共和国 | WBO防衛3                                                                                   |
| 40           | 2002年6月29日  | ☆    | 6R 1:08  | TKO          | レイ・マーサー               | アメリカ合衆国   | WBO防衛4                                                                                   |
| 41           | 2002年12月7日  | ☆    | 10R 終了 | TKO          | ジャミール・マクライン       | アメリカ合衆国   | WBO防衛5                                                                                   |
| 42           | 2003年3月8日   | ★    | 2R 0:27  | TKO          | コーリー・サンダース         | 南アフリカ共和国 | WBO陥落                                                                                    |
| 43           | 2003年8月30日  | ☆    | 1R 1:49  | KO           | ファビオ・エドゥアルド・モリ | アルゼンチン     | WBAインターコンチネンタルヘビー級王座決定戦                                                |
| 44           | 2003年12月20日 | ☆    | 4R       | KO           | ダーネル・ニコルソン         | アメリカ合衆国   | WBAインターコンチネンタル防衛1                                                             |
| 45           | 2004年4月10日  | ★    | 5R 終了  | TKO          | レイモン・ブリュースター     | アメリカ合衆国   | WBO世界ヘビー級王座決定戦                                                                  |
| 46           | 2004年10月2日  | ☆    | 5R 終了  | 負傷判定 3-0 | ダバリル・ウィリアムソン     | アメリカ合衆国   |                                                                                            |
| 47           | 2005年4月23日  | ☆    | 4R 2:51  | TKO          | エリセオ・カスティーリョ     | キューバ         |                                                                                            |
| 48           | 2005年9月24日  | ☆    | 12R      | 判定 3-0     | サミュエル・ピーター         | ナイジェリア     | NABF北米ヘビー級タイトルマッチ NABO北米ヘビー級王座決定戦 IBF・WBO世界ヘビー級挑戦者決定戦 |
| 49           | 2006年4月22日  | ☆    | 7R 0:41  | TKO          | クリス・バード               | アメリカ合衆国   | IBF世界ヘビー級タイトルマッチ IBO世界ヘビー級王座決定戦                                    |
| 50           | 2006年11月11日 | ☆    | 7R 2:10  | KO           | カルビン・ブロック           | アメリカ合衆国   | IBF防衛1                                                                                   |
| 51           | 2007年3月10日  | ☆    | 2R 1:23  | KO           | レイ・オースティン           | アメリカ合衆国   | IBF防衛2                                                                                   |
| 52           | 2007年7月7日   | ☆    | 6R 終了  | TKO          | レイモン・ブリュースター     | アメリカ合衆国   | IBF防衛3                                                                                   |
| 53           | 2008年2月23日  | ☆    | 12R      | 判定 3-0     | スルタン・イブラギモフ       | ロシア           | IBF・WBO世界ヘビー級王座統一戦 IBF防衛4・WBO獲得                                           |
| 54           | 2008年7月12日  | ☆    | 11R 1:38 | KO           | トニー・トンプソン           | アメリカ合衆国   | IBF防衛5・WBO防衛1                                                                         |
| 55           | 2008年12月13日 | ☆    | 7R 0:44  | TKO          | ハシーム・ラクマン           | アメリカ合衆国   | IBF防衛6・WBO防衛2                                                                         |
| 56           | 2009年6月20日  | ☆    | 9R 終了  | TKO          | ルスラン・チャガエフ         | ウズベキスタン   | IBF防衛7・WBO防衛3・リングマガジン王座獲得                                                 |
| 57           | 2010年3月20日  | ☆    | 12R 2:55 | TKO          | エディ・チェンバース         | アメリカ合衆国   | IBF防衛8・WBO防衛4                                                                         |
| 58           | 2010年9月11日  | ☆    | 10R 1:22 | TKO          | サミュエル・ピーター         | ナイジェリア     | IBF防衛9・WBO防衛5                                                                         |
| 59           | 2011年7月2日   | ☆    | 12R      | 判定 3-0     | デビッド・ヘイ               | イギリス         | WBA・IBF・WBO世界ヘビー級王座統一戦 WBA獲得・IBF防衛10・WBO防衛6                           |
| 60           | 2012年3月3日   | ☆    | 4R 1:12  | KO           | ジャン＝マルク・モルメク     | フランス         | WBA防衛1・IBF防衛11・WBO防衛7                                                              |
| 61           | 2012年7月7日   | ☆    | 6R 2:56  | TKO          | トニー・トンプソン           | アメリカ合衆国   | WBA防衛2・IBF防衛12・WBO防衛8                                                              |
| 62           | 2012年11月10日 | ☆    | 12R      | 判定 3-0     | マリウシュ・ヴァフ           | ポーランド       | WBA防衛3・IBF防衛13・WBO防衛9                                                              |
| 63           | 2013年5月4日   | ☆    | 6R 2:52  | TKO          | フランチェスコ・ピアネタ     | イタリア         | WBA防衛4・IBF防衛14・WBO防衛10                                                             |
| 64           | 2013年10月5日  | ☆    | 12R      | 判定 3-0     | アレクサンデル・ポベトキン   | ロシア           | WBA・IBF・WBO世界ヘビー級王座統一戦 WBA防衛5・IBF防衛15・WBO防衛11                         |
| 65           | 2014年4月26日  | ☆    | 5R 2:05  | TKO          | アレックス・リーパイ         | オーストラリア   | WBA防衛6・IBF防衛16・WBO防衛12                                                             |
| 66           | 2014年11月15日 | ☆    | 5R 2:11  | KO           | クブラト・プレフ             | ブルガリア       | WBA防衛7・IBF防衛17・WBO防衛13                                                             |
| 67           | 2015年4月25日  | ☆    | 12R      | 判定 3-0     | ブライアント・ジェニングス   | アメリカ合衆国   | WBA防衛8・IBF防衛18・WBO防衛14                                                             |
| 68           | 2015年11月28日 | ★    | 12R      | 判定 0-3     | タイソン・フューリー         | イギリス         | WBA・IBF・WBO陥落                                                                          |
| 69           | 2017年4月29日  | ★    | 11R 2:25 | TKO          | アンソニー・ジョシュア       | イギリス         | WBA世界ヘビー級スーパー王座決定戦 IBF世界ヘビー級タイトルマッチ IBO世界ヘビー級王座決定戦  |
| テンプレート |                |      |          |              |                              |                  |                                                                                            |

## 獲得タイトル
- WBCインターナショナルヘビー級王座
- WBAインターコンチネンタルヘビー級王座
- NABF北米ヘビー級王座
- NABO北米ヘビー級王座
- EBU欧州ヘビー級王座
- IBO世界ヘビー級王座（防衛18）
- WBO世界ヘビー級王座（1期目は防衛5=陥落、2期目は防衛14）
- IBF世界ヘビー級王座（防衛18）
- WBA世界ヘビー級スーパー王座（防衛8）
- リングマガジン世界ヘビー級王座

## 表彰
- ESPN 2014年度最高KO試合
- WBA 2014年11月度月間MVP

## 出演映画
- オーシャンズ11 Ocean's Eleven (2001年、アメリカ)